# Mount Lightbody
Mount Lightbody ist ein 3046 m hoher Berg im ostantarktischen Viktorialand. Im Tasman Ridge der Royal Society Range ragt er 2,5 km nordöstlich des Mount Hooker auf mit dem Ball-Gletscher im Norden und dem Hooker-Gletscher im Süden.
Das Advisory Committee on Antarctic Names benannte ihn 2009 nach John W. „Jack“ Lightbody, Programmleiter der National Science Foundation für den IceCube zwischen 2001 und 2009.